# آنالوگ‌های ویتامین ب۱
آنالوگ‌های  ویتامین ب۱ آنالوگ‌های ویتامین B۱، تیامین هستند. این ترکیبات به طور معمول فراهمی زیستی نسبت به تیامین را بهبود می‌بخشند و برای درمان بیماری‌های ناشی از کمبود ویتامین B1 استفاده می‌شوند. این بیماری‌ها شامل بری‌بری ، Korsakoff syndrome ، انسفالوپاتی ورنیکه و نوروپاتی دیابتی است.

## فهرست آنالوگ‌های ویتامین B۱
آنالوگ‌های ویتامین B۱ عبارتند از:
- Acetiamine
- آلیتیامین
- Beclotiamine
- Benfotiamine[۲]
- Bentiamine
- Bisbentiamine
- Cetotiamine
- Cycotiamine
- فورسولتیامین
- تیامین مونوفسفات
- اکتوتیامین
- پروسولتیامین
- سولبوتیامین
- Vintiamol